# Сельское хозяйство Восточного Тимора
Сельское хозяйство Восточного Тимора достаточно развито и представляет собой важную отрасль экономики страны.

## Общая ситуация
Восточный Тимор является аграрным государством, и по состоянию на 2010 год до 80 % экономически активного населения было занято в сельском хозяйстве. В стране выращивают кофе, какао, кокосовую пальму, рис, кукурузу, кассаву, сою, батат, манго, бананы, ваниль, табак, хлопок. В стране налажено производство копры.
В 2012 году Восточный Тимор занимал 6-е место в мире по производству корицы (108 тонн) и 50-е место по производству какао (161 тонна).
Однако большинство сельских домашних хозяйств бедны и не могут пользоваться даже электричеством — в 2010 году лишь 18,9 % имело к нему доступ. Доходность за рабочий день в этой отрасли в среднем составляет 3,70 долларов США..
Во многих домашних хозяйствах страны выращиваются животные на мясо для собственного потребления, как правило, это свиньи и козы, а также домашняя птица.
Урожай в Восточном Тиморе сильно зависит от дождей, а климат нестабилен, часто бывают засухи, поэтому с ноября по февраль в стране наблюдается так называемый голодный сезон, и многие бедные семьи вынуждены питаться растертой в порошок корой пальмы, которую едят в вареном виде.

## Производство и экспорт кофе
Кофе занимает второе место в структуре экспорта страны после нефти, и, таким образом, первое место среди продуктов сельского хозяйства, принося стране до 10 миллионов долларов США в год. В 2012 году Восточный Тимор занял 40-е место в мире по производству кофе (9000 тонн). Доходы 46 % домохозяйств страны зависят от кофе.
Кофе выращивался в стране столетиями и стал важной частью экономики еще в XIX веке, при португальском правлении. Во время войны за независимость страны в конце XX века его производству и экспорту был нанесен значительный ущерб. Многие плантации были заброшены. Однако в итоге это привело к повышению популярности местного кофе в мире среди потребителей органических продуктов, поскольку он выращивался без удобрений и пестицидов.